# 伍德貝利站
伍德貝利站（英語：Woodberry station）是巴爾的摩輕軌的車站之一，位於巴爾的摩的聯盟大道與克里柏大道的街角，附近有克里柏磨坊、電視山，以及德魯伊山公園與漢布敦。
本站無停車場供旅客使用。
本站附近有22號線行經，不過轉乘旅客必須要走幾個街口。而漢布敦接駁巴士（98號線）則停靠本站。
本站位於北方中央鐵路的車站附近。

## 外部連結
- Schedules
- Station from Union Avenue from Google Maps Street View